# Mando Conjunto de Operaciones Especiales (España)
El Mando Conjunto de Operaciones Especiales (MCOE) de las Fuerzas Armadas de España, es una unidad de mando dependiente del Mando de Operaciones de España (MOPS) encargada del diseño, ejecución y supervisión de todo lo relacionado con las operaciones especiales. Tiene por objeto aumentar la interoperatividad e integración de las unidades de operaciones especiales del Ejército de Tierra, de la Armada y del Ejército del Aire. Sus instalaciones se encuentran dentro de la Base de Retamares, en Pozuelo de Alarcón (Madrid).
El MCOE, ostenta la representación a nivel nacional de todo lo relacionado con las operaciones especiales y se encuentra al frente de los ejercicios de operaciones especiales en el ámbito conjunto de la Defensa. Es el organismo asesor del Jefe del Estado Mayor de la Defensa y del Comandante del Mando de Operaciones, en materias propias de las operaciones especiales. 

## Historia
El Mando Conjunto de Operaciones Especiales tiene su antecedente en el Núcleo Coordinador de Operaciones Especiales (NCOE) que fue creado a partir de la Sección J3B del Mando de Operaciones y estuvo bajo la dependencia directa de su comandante.
En el mes de enero del 2013 el Jefe del Estado Mayor de la Defensa creó el Mando Conjunto de Operaciones Especiales a través de una Orden del Ministerio de Defensa. Fue inaugurado en octubre de 2014.

## Unidades
Las unidades que dependen del Mando Conjunto de Operaciones Especiales son:
- El Escuadrón de Zapadores Paracaidistas, EZAPAC (Ejército del Aire).
- La Fuerza de Guerra Naval Especial, FGNE (Armada).
- El Mando de Operaciones Especiales, MOE. Dirige los Grupos de Operaciones Especiales, GOE (Ejército de Tierra).

## Símbolos
El distintivo empleado por el MCOE reúne un machete, elemento incorporado en los emblemas de todas las fuerzas especiales, con el resto de los símbolos de las unidades que coordina: la corona de ramas de roble de los Grupos de Operaciones Especiales y de su mando, las dos anclas puestas en sotuer de la Fuerza de Guerra Naval Especial y el vuelo del Escuadrón de Zapadores Paracaidistas. Sustituyó a la figura de un grifo bajo un machete, de corta vigencia. El personal militar del MCOE utiliza una boina verde adornada con su distintivo.